# 마르티뉘스 펠트만
마르티뉘스 위스티뉘스 호데프리뒤스 펠트만(네덜란드어: Martinus Justinus Godefridus Veltman, 1931년 6월 27일 ~ 2021년 1월 4일)은 네덜란드의 물리학자이다. 양자역학에서의 전기·약 작용 연구에 대한 공로로 1999년 그의 제자였던 헤라르뒤스 엇호프트와 함께 노벨 물리학상을 수상하였다.

## 같이 보기
- 파울리-빌라르 조절